# Amata feuerherdti
Amata feuerherdti là một loài bướm đêm thuộc phân họ Arctiinae, họ Erebidae.